# ドノヴァンの脳髄 (映画)
「ドノヴァンの脳髄」（ドノヴァンののうずい、原題：Donovan's Brain）は、1953年9月30日に公開されたアメリカ合衆国のSF映画。別題に「死んだ男の脳」。日本劇場未公開。83分、モノクロ。
カート・シオドマクによる同名のSF小説「ドノヴァンの脳髄」を原作とする。
主人公の妻ジャニスを演じたナンシー・デイヴィスは、後のファーストレディー、ナンシー・レーガンである。

## あらすじ
医師のパトリック・コーリー博士は身体から切り離した脳を体外で生存させる研究をしていた。
ある日、飛行機事故の急報があり、地元の保安官がパトリックへ救援を求めてくる。瀕死の重傷を負った億万長者ドノヴァンを自宅へ運び込んだパトリックは、生存の見込みのないドノヴァンから脳を摘出して培養液ケースに入れ、遺体の頭の大きな傷跡を事故に由来するものだとごまかしてドノヴァンが死んだことにした。
培養液中のドノヴァンの脳に脳波計をつないで、脳が生きていることを確認したパトリックは、脳だけのドノヴァンとコミュニケーションをとる方法を考え始める。やがてドノヴァンからのテレパシーを受けとってメモを書き始めるパトリックを見て、妻のジャニスと助手のフランクは不安をいだく。
やがて、パトリックは、かつてドノヴァンの常宿であった一流ホテルのスイートルームを借り、多額の預金を引き出し、仕立屋でドノヴァンが好んでいた生地の背広を特急割増料金で作らせ、高級な葉巻を吸い、さらに、生前のドノヴァンと同じ足を引きずって歩き、ドノヴァンと同じ訛りを使い始めた。
実は、パトリックの肉体はドノヴァンの脳によってすっかり支配されており、秘密を嗅ぎ付けて金を要求してきたフリーの記者ヨーカムをおびき寄せ、テレパシーで操って車ごと崖から転落させて殺害する。
さらに、パトリック（＝ドノヴァン）は、もはや自分には必要のなくなったジャニスとフランクをも手にかけようとする。

## スタッフ
- 製作：ドウリング・プロダクションズ、ユナイテッド・アーティスツ
- 監督：フェリックス・E・フィースト
- 製作：トム・グリス
- 原作：カート・シオドマク「ドノヴァンの脳髄」
- 脚本：ヒュー・ブルック、フェリックス・E・フィースト
- 編集：ハーバート・L・ストロック
- 音楽：エディー・ダンステッダー
- 衣裳デザイン：チャック・キーン
- プロダクションデザイン：ボリス・レヴィン
- 特殊効果：ハリー・レッドモンド・Jr.

## キャスト
- パトリック・コリー博士(Dr. Patrick Cory） 演 - リュー・エアーズ
- ジャニス・コリー(Janice Cory)　演 - ナンシー・デイヴィス
- フランク・シュラット博士(Dr. Frank Schratt) 演 - ジェン・エヴァンス
- ヨーカム(Yocum)　演- スティーブ・ブロディ
- クロエ・ドノヴァン(Chloe Donovan)　演 - リサ・K・ハワード
- トム・ドノヴァン(Tom Donovan)　演 - マイケル・コルガン
- ナサニエル・フラー(Nathaniel Fuller)　演 - ビクター・サザーランド
- ドノヴァンの顧問(Donovan's Washington Advisor)　演 - トム・パワース